# Kanton Cornus
Cornus is een  voormalig kanton van het Franse departement Aveyron. Het kanton maakte deel uit van het arrondissement Millau. Het werd opgeheven bij decreet van 21 februari 2014 met uitwerking op 22 maart 2015.

## Gemeenten
Het kanton Cornus omvatte de volgende gemeenten:
- Le Clapier
- Cornus (hoofdplaats)
- Fondamente
- Lapanouse-de-Cernon
- Marnhagues-et-Latour
- Saint-Beaulize
- Sainte-Eulalie-de-Cernon
- Saint-Jean-et-Saint-Paul
- Viala-du-Pas-de-Jaux